# Haakon al VI-lea al Norvegiei
Haakon Magnusson (n. august 1340, Suedia – d. 11 septembrie 1380, Oslo, Danemarca-Norvegia) a fost regele Norvegiei (ca Haakon al VI-lea) din 1343 până la moartea sa și regele Suediei din 1362 până în 1364. 
Haakon a fost fiul cel tânăr al lui Magnus al IV-lea al Suediei, care fusese regele atât în Norvegia cât și în Suedia. Fratelui său mai mare, Eric, îi era menit să-l succeadă pe tatăl său, în timp ce Haakon fusese făcut rege al Norvegiei și în timp ce tatăl său încă se afla în viață. Magnus l-a favorizat pe Haakon mai mult decât pe Eric, ceea ce a dus la o revoltă și la confiscarea Suediei de sud. Eric a murit în 1359 și Haakon a devenit co-guvernator cu tatăl său la tronul din Suedia, trei ani mai târziu. Cei doi au domnit împreună până în 1364, până când au fost detronați în favoarea nepotului lui Magnus, Albert de Mecklenburg, de către o adunare de nobili suedezi exilați, conduși de Jonsson Grip. Magnus și Haakon au încercat să preia tronul suedez însă au eșuat.
În 1363, el s-a căsătorit cu Margareta, fiica lui Valdemar al IV-lea al Danemarcei. Căsătoria a fost un element important în lupta pentru puterea nordică, și a dus la nașterea unui fiu, Olaf. Conflictele continue între Haakon și socrul său s-au încheiat cu moartea socrului sau în 1375. Haakon a profitat de oportunitatea de a avea un fiu și l-a ales ca sucessor al lui Valdemar, apărându-și drepturile sale și a soției sale în fața rudelor.
La moartea sa, în 1380, Haakon a fost urmat de Olaf, iar mama sa Margareta i-a fost regentă. Olaf a murit fără moștenitori după șapte ani și văduva lui Haakon a continuat să-și afirme autoritatea asupra tuturor celor trei regiuni scandinave, fiind prima domnitoare de sex feminin.

## Refereințe
- http://www.britannica.com/EBchecked/topic/250643/Haakon-VI-Magnusson
- http://snl.no/.nbl_biografi/H%C3%A5kon
- http://snl.no/H%C3%A5kon_6_Magnuss
- Grethe Authén Blom Norsk Historisk Tidskrift Oslo 1981 s. 425
- Ingebjørg Håkonsdatter (Store norske leksikon)
- http://www.dokpro.uio.no/perl/middelalder/diplom_vise_tekst.prl?b=437&s=n&str=

1. 1 2   http://genealogy.euweb.cz/scand/sweden4.html#H6 Lipsește sau este vid: |title= (ajutor)